# Pellegrino Aretusi
Pour les articles homonymes, voir Aretusi.
Ne doit pas être confondu avec Pellegrino Artusi.
Pellegrino Aretusi ou Pellegrino Munari ou Pellegrino da Modena (Modène, v. 1460 - 20 novembre 1523) est un peintre italien de la haute Renaissance.

## Biographie
À partir de 1509, Pellegrino part à Rome pour assister Raphaël au Vatican. Pellegrino est ensuite commissionné pour peindre des fresques  à la Basilique Sant'Eustachio et Notre-Dame du Sacré-Cœur (alors appeleé San Giacomo degli Spagnuoli), deux églises de Rome.  
Il est assassiné le 20 novembre 1523 à la suite d'une rixe avec les parents d'un jeune homme que son fils avait tué.

## Œuvres
- Nativité avec deux femmes, Galleria Estense, Modène

### Biographie
- (en) Davidson, Bernice F., Pellegrino da Modena, The Burlington Magazine, Vol. 112, No. 803, Italian Sixteenth-Century Art outside Venice (Feb., 1970), p. 78-86.
- (it) Giorgio Vasari, Le Vite, 1568, vol. IV.